# Sariola
Sariola — немецкая готик/блэк-метал-группа.

## История группы
Официально Sariola была создана в 2005 году, но на самом деле история группы начинается намного раньше. Уже к 1999 году лидер Sariola E. Konny твердо решил, что будет придерживаться в своем творчестве линии sympho black metal + stavanger gothic metal, и двумя годами ранее уже экспериментировал в этом направлении, соединив женский оперный вокал и бластбиты. Но слаженной группы не получилось — в последующие годы было последовательно создано несколько проектов, но все они распались по причине нестабильности состава.
В 2005 году был определен состав Sariola — E. Konny (Ex-Divina Nocturna / Spectra Selene, Ex-Salpherania), Anagnorisis (P.A.D.L.O., Vredesbyrd) и присоединившаяся к ним вокалистка Silenia Tyrvenis, ранее уже участвовавшая в одном из проектов E. Konny. У участников Sariola было очень много идей, которые они хотели воплотить в жизнь; группа непосредственно приступила к записи своего дебютного альбома «Sphere Of Thousand Sunsets'» и в течение года завершила работу; релиз состоялся в сентябре 2006 года.
Стиль Sariola варьируется между sympho black metal / gothic metal, в то же время присутствуют ярко выраженные элементы death metal, thrash metal, techno. Такое смешение стилей является следствием различия музыкальных вкусов участников группы, а также того, что на них оказали влияние различные, иногда диаметрально противоположные по стилю группы и композиторы.
На данный момент коллектив пишет второй альбом под предварительным названием «From The Dismal Sariola» который должен выйти осенью 2008. Так же группа выступает на сценах Центральной Европы с группами различных жанров как [:SITD:], Ensiferum, Psyche, Pro-Pain, Gods Army, Hail of Bullets, Kathaarsys в составе AblaZ — бас, Anagnorisis — гитара, Е.Konny — гитара, Morgan Le Faye — клавиши, Morbid — ударные, Silenia Tyrvenis (до ноября 2007) — вокал, Loreley Mrs.V.Von Rhein (с начала 2008) — вокал

## Дискография
- 2006 — Sphere of Thousand Sunsets (Demo / Full Length Album)
- 2009 — Deathfrozen Silence (Demo)